# Eragrostis cimicina
Eragrostis cimicina är en gräsart som beskrevs av Georg Oskar Edmund Launert. Eragrostis cimicina ingår i släktet kärleksgrässläktet, och familjen gräs. Inga underarter finns listade i Catalogue of Life.